# Mlýnské Struhadlo
Mlýnské Struhadlo, bis 1948 Struhadlo, ist eine Gemeinde in Tschechien. Sie liegt 14 Kilometer nordöstlich den Stadtzentrums von Klatovy und gehört zum Okres Klatovy.

## Geographie
Mlýnské Struhadlo befindet sich rechtsseitig der Bradlava in der Blatenská pahorkatina (Bergland von Blatna). Das Dorf liegt im Naturpark Plánický hřeben. Nordöstlich erhebt sich die Hora (536 m), im Osten der Na Buči (593 m), südöstlich der Buzrakov (641 m), im Süden der V Pahorkách (546 m), südwestlich der Boulín (604 m), im Westen der V Obci (607 m) sowie nordwestlich der Struhadelský vrch (543 m).
Nachbarorte sind Chudinka, V Hraničkách, Flosmanův Mlýn, Štádlerův Mlýn, Partoltice und Radochovy im Norden, Vojovice und Klikařov im Nordosten, Neurazy, Cikánka und Bližanovy im Osten, Lovčice und Kvasetice im Südosten, Kratice, Plánice, Chýlava und Újezd u Plánice im Süden, U Řezáčů und Zbyslav im Südwesten, Mlynářovice und Němčice im Westen sowie Makov, Petrovice, Bíluky, Lázeň und Pozorka im Nordwesten.

## Geschichte
Struhadlo wurde im Jahre 1379 durch das Zisterzienserkloster Pomuk gegründet. Das neue Dorf bestand aus acht bäuerlichen Wirtschaften und einem Kretscham, die rings um den kreisförmigen Dorfplatz angelegt wurden, sowie einer abseits gelegenen Mühle (Flosmanův Mlýn). Nachdem die Hussiten unter Führung von Jan Žižka auf ihrem Zug von der Burg Rabí nach Pilsen 1420 das Kloster Pomuk zerstört hatten, eignete sich zunächst Wilhelm Kostka von Postupitz dessen Ländereien um Planitz an. König Sigismund verpfändete die Herrschaft Pomuk am 22. August 1420 an die Brüder Bohuslav und Hynek Krušina von Schwanberg. Aus dem Klosterbesitz entstand die Herrschaft Grünberg. Nachdem es dem Heer Žižkas 1421 erneut nicht gelungen war, die Burg Rabí einzunehmen, zogen die Aufständischen über Struhadlo nach Žinkovy. Dabei beschossen sie von den Hügeln um Struhadlo die Stadt Planitz und brannten sie teilweise nieder. Die Dörfer um Planitz blieben zunächst in den Händen der Hussiten, in Třebíšov wurde eine hussitische Pfarre errichtet. Nach dem Ende der Hussitenkriege überließ Kaiser Sigismund das Dorf Struhadlo gegen 60 Schock Groschen an den Klattauer Bürger Janko Janeba. Im Jahre 1437 kaufte der Kaiser das Dorf zurück und schlug es wieder der Herrschaft Grünberg zu. 1528 erwarb Zdeniek Lev von Rosental die Herrschaft Grünberg. Er war bei seinem Tode so verschuldet, dass die Herrschaft aus seinem Nachlass 1536 konfisziert und von der Böhmischen Kammer an Adam von Sternberg verkauft wurde. Dieser ließ 1551 das Dorf Újezd anlegen. Am 4. Februar 1558 wurde die Herrschaft Grünberg dem Kämmerer des Königreichs Böhmen und Oberstlandschreiber durch Kaiser Ferdinand I. in der Landtafel als erblicher Besitz zugeschrieben. Im Jahre 1562 teilte Adam von Sternberg den Besitz unter seinen vier Söhnen auf, dabei erhielt Ladislav die Herrschaft Grünberg. Ladislav von Sternberg, wie auch danach seine Söhne, bewirtschafteten die Herrschaft schlecht; im Jahre 1606 wurde Ladislav d. J. von Sternberg entmündigt. 1620 mussten die Herren von Sternberg die Dörfer Kvasetice, Bližanovy und Struhadlo verkaufen. Adolf Bernhard von Martinic, der 1726 die Herrschaft Grünberg von Leopold von Sternberg erworben hatte, kaufte sukzessive die Güter um Planitz und Niemtschitz zurück. 1760 wurde Adolf Bernhard von Martinic wegen des Mordes an seinem Enkel, der einer nicht standesgemäßen Verbindung seiner Tochter mit seinem Förster entstammte, hingerichtet. Maria Dominika von Martinic trat nach dem Verlust ihres Kindes als Nonne in das Kloster der hl. Anna in Wien ein. Im Jahre 1790 veräußerte sie den Besitz an Franz Graf von Wallis, der ihn an die Grafen Colloredo-Mannsfeld vererbte. Im Jahre 1834 gehörte die Herrschaft der Gräfin Wilhelmine von Auersperg geborene Colloredo-Mannsfeld.
Nach der Aufhebung der Patrimonialherrschaften bildete Struhadlo ab 1850 einen Ortsteil der Gemeinde Němčice im Gerichtsbezirk Planitz. Ab 1868 gehörte das Dorf zum Bezirk Klattau. Im Jahre 1877 lösten sich Mlynářovice und Struhadlo von Němčice los und bildeten die Gemeinde Struhadlo. Die Grafen von Auersperg hielten den Besitz bis 1931.
Zur Unterscheidung von der anderen Gemeinde Struhadlo im Okres Klatovy führt der Ort seit 1949 den amtlichen Namen Mlýnské Struhadlo. Im Jahre 1961 erfolgte die Eingemeindung nach Újezd u Plánice. Zwischen 1976 und 1990 war das Dorf nach Plánice eingemeindet. Seit dem 24. November 1990 besteht die Gemeinde Mlýnské Struhadlo wieder.

## Gemeindegliederung
Für die Gemeinde Mlýnské Struhadlo sind keine Ortsteile ausgewiesen. Zu Mlýnské Struhadlo gehören die Einschichten Flosmanův Mlýn, V Cihelně und V Hraničkách.

## Sehenswürdigkeiten
- Kapelle auf dem Dorfplatz
- Gedenkstein für die Gefallenen des Ersten Weltkrieges, hinter der Kapelle
- Statue des hl. Johannes von Nepomuk

Sehenswürdigkeiten
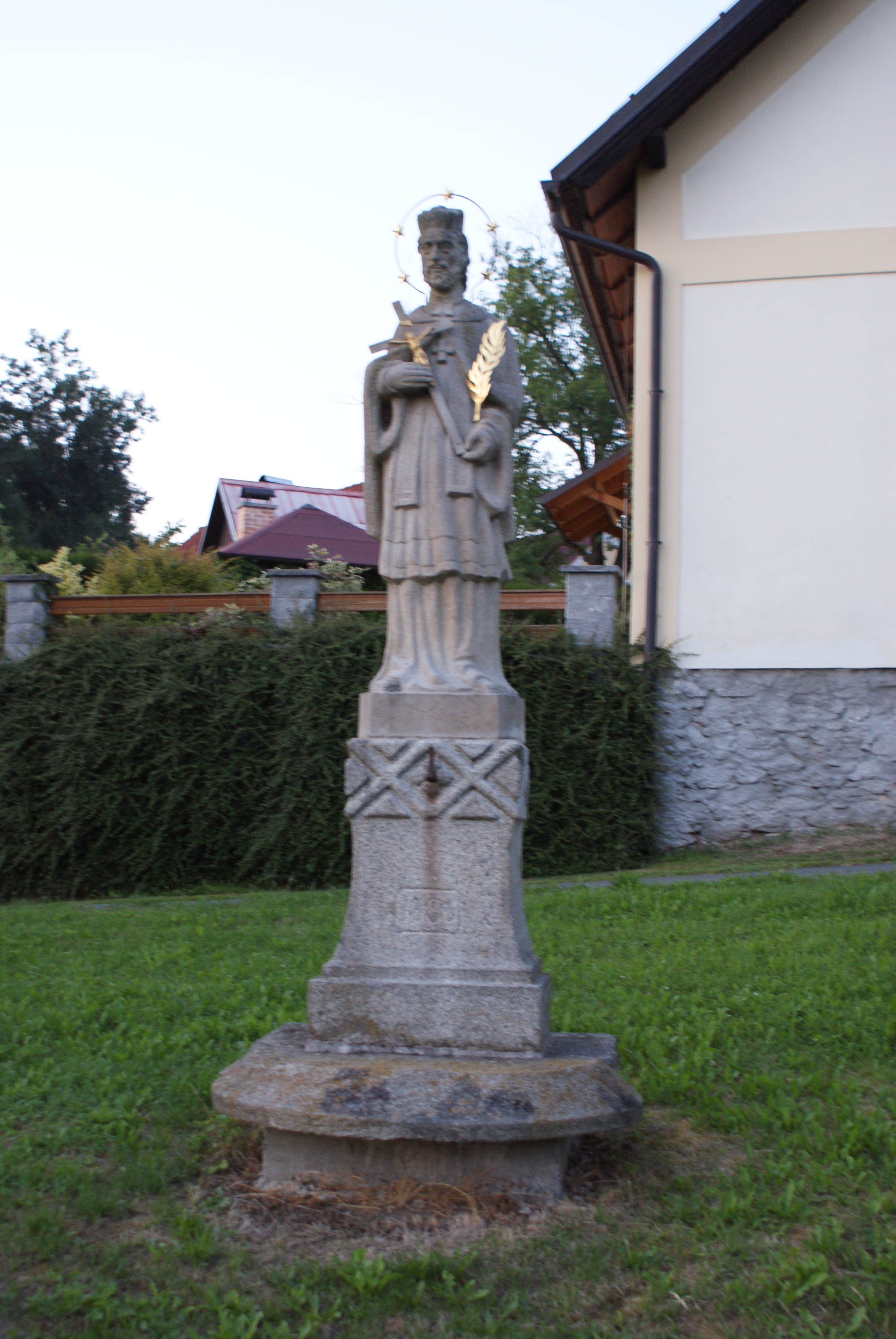
Statue des hl. Johannes von Nepomuk
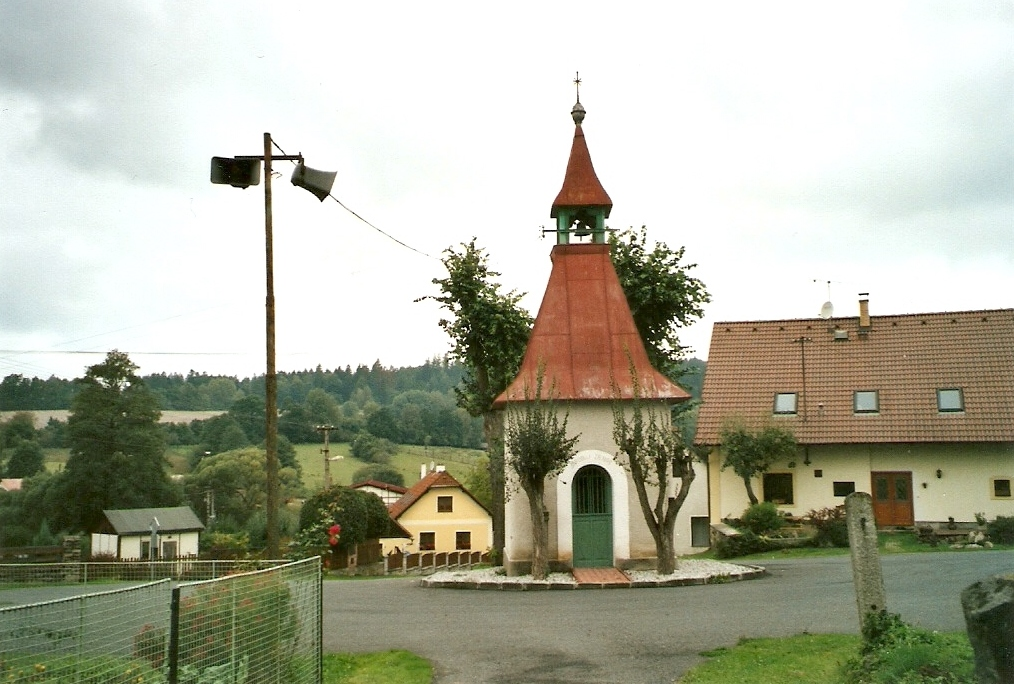
Kapelle auf dem Dorfplatz
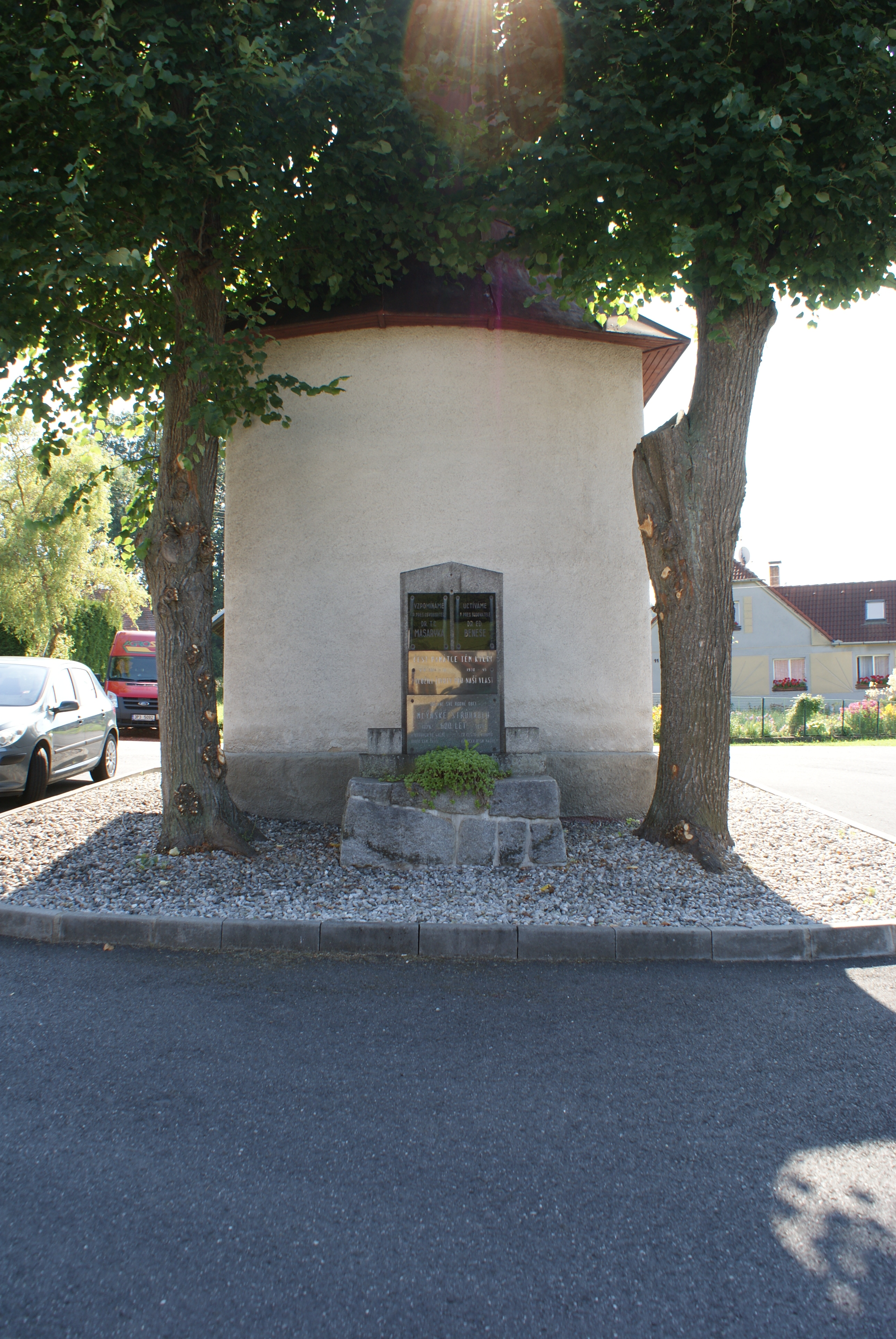
Gedenkstein für die Gefallenen des Ersten Weltkrieges

## Söhne und Töchter der Gemeinde
- Václav Hořejší (* 1949), tschechischer Molekularimmunologe